# Piana di Ninive
La piana di Ninive (in siriaco classico: ܦܩܥܬܐ ܕܢܝܢܘܐ, Pqaʿtā ḏ-Nīnwē; in siriaco moderno: ܕܫܬܐ ܕܢܝܢܘܐ, Sahl Naynawā; in arabo سهل نينوى‎?, Sahl Naynawā; in curdo Deşta Neynewa ,ده‌شتا نه‌ینه‌وا‎) è una regione del governatorato iracheno di Ninive a nord e ad est della città di Mosul.
La regione presenta una popolazione molto eterogenea con un numero significativo di arabi, assiri, curdi, yazidi, shabaki e turcomanni, e comprende rovine di antiche città assire e siti religiosi, come Nimrud, Dur Šarrukin, il monastero di Mar Mattai, il monastero di Rabban Ormisda e la tomba del profeta Naum.
Il controllo sulla regione è conteso tra le Forze di sicurezza irachene, le Forze di sicurezza del KRG, le Forze di sicurezza assire, la Brigata Babilonia e la Milizia Shabak.

## Geografia fisica
La piana di Ninive si trova a est, a nord-est della città di Mosul, nel governatorato iracheno di Ninive. L'antica città di Ninive sorgeva dove oggi si trova la periferia orientale di Mosul, sulle rive del fiume Tigri.

## Storia

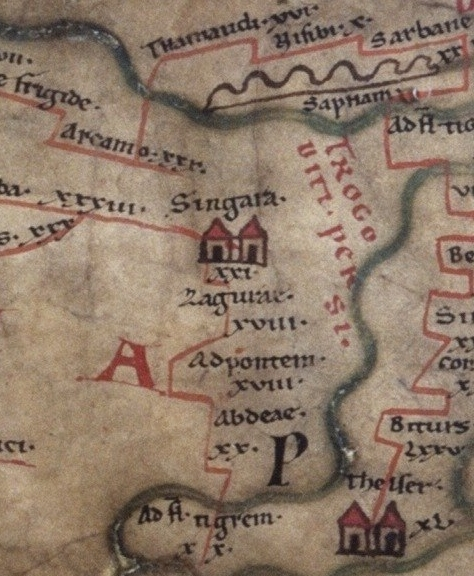
Singara in un dettaglio della mappa di Peutinger, una copia medievale di un originale romano del IV secolo.

Una mappa delle province di "Giazira" in epoca medievale.

Il regno di Andarig dell'età del bronzo medio si trovava nel nord. La mappa di Peutinger del mondo abitato, nota ai geografi romani, raffigura Singara come situata a ovest dei Troglodytae Persiae ("trogloditi persiani") che abitavano il territorio intorno al monte Sinjar. Gli arabi medievali consideravano la maggior parte della pianura come parte della provincia di Diyār Rabīʿa, la "dimora della tribù Rabīʿa". La piana fu usata come sito per la determinazione del grado d'arco da parte di al-Khwārizmī e altri astronomi durante il regno del califfo al-Mamun. Sinjar vantava anche una famosa cattedrale della Chiesa dell'Est nell'VIII secolo.

### XXI secolo

#### Attacchi ai cristiani
In seguito agli attacchi concertati contro gli assiri in Iraq, in particolare il bombardamento simultaneo del 1º agosto 2004 di sei chiese (a Baghdad e Mosul) e il successivo bombardamento di quasi altre trenta chiese in tutto il Paese, la leadership assira, all'interno e all'esterno, ha iniziato a considerare la piana di Ninive come il luogo più sicuro per i cristiani. Le scuole hanno ricevuto molta attenzione soprattutto in quest'area e nelle aree curde dove vive la popolazione assira. Inoltre, l'agricoltura e le cliniche mediche hanno ricevuto aiuti finanziari dalla diaspora assira.
Con l'aumento degli attacchi ai cristiani a Bassora, Baghdad, Ramadi e nelle città più piccole, altre famiglie si sono dirette a nord verso possedimenti nella piana di Ninive. Questo luogo di rifugio rimane sottofinanziato e gravemente privo di infrastrutture per aiutare la sempre crescente popolazione di sfollati interni.
Nel febbraio 2010, gli attacchi contro gli assiri a Mosul hanno costretto 4300 assiri a fuggire nella piana di Ninive dove c'è una popolazione a maggioranza assira. Dal 2012 ha anche iniziato a ricevere afflussi di assiri dalla Siria a causa della guerra civile.
Nell'agosto 2014 quasi tutti gli abitanti non sunniti delle regioni meridionali della Piana sono stati cacciati dallo Stato Islamico dell'Iraq e dal Levante durante l'offensiva del Nord Iraq del 2014.

#### Creazione di una provincia autonoma
Le città e i villaggi assiri nella piana di Ninive costituiscono un concentrato appartenente alle tradizioni cristiane siriache, e poiché questa zona è l'antica dimora dell'impero assiro attraverso il quale le persone possono risalire al proprio patrimonio culturale, la piana di Ninive è l'area su cui si sono concentrati gli sforzi per creare un'entità assira autonoma. Ci sono stati appelli da parte di alcuni politici in Iraq e all'estero per creare una regione autonoma per gli assiri in quest'area.
Nella legge amministrativa transitoria adottata nel marzo 2004 a Baghdad, sono state prese disposizioni per la conservazione della cultura assira attraverso l'istruzione e i media, ed è stata accettata una disposizione per un'unità amministrativa. L'articolo 125 della Costituzione irachena afferma che: «Questa Costituzione garantisce i diritti amministrativi, politici, culturali ed educativi delle varie nazionalità, come turkmeni, caldei, assiri e tutti gli altri costituenti, e questo sarà regolato dalla legge». Lo stesso articolo è stato utilizzato per proclamare una provincia autonoma per il popolo yezidi.
Il 21 gennaio 2014, il governo iracheno aveva dichiarato che la piana di Ninive sarebbe diventata una nuova provincia, che sarebbe servita come rifugio sicuro per gli assiri.
Dopo la liberazione della piana di Ninive dall'ISIL tra il 2016 e il 2017, tutti i partiti politici assiri hanno chiesto all'Unione europea e al Consiglio di sicurezza delle Nazioni Unite la creazione di una provincia auto-amministrata assira nella piana di Ninive.
Tra il 28 e il 30 giugno 2017 si è tenuta a Bruxelles una conferenza denominata Il futuro dei cristiani in Iraq. La conferenza è stata organizzata dal Partito Popolare Europeo e ha visto partecipanti provenienti da organizzazioni assire, caldee e siriache, inclusi rappresentanti del governo federale iracheno e della regione del Kurdistan. La conferenza è stata boicottata dal Movimento Democratico Assiro, dai Figli della Mesopotamia, dal Partito Patriottico Assiro, dalla Chiesa cattolica caldea e dalla Chiesa assira d'Oriente. Un documento di sintesi è stato firmato dalle restanti organizzazioni politiche coinvolte.

## Società

### Etnie
La piana di Ninive è la patria storica del popolo assiro e un crogiolo della civiltà mesopotamica pre-araba, pre-curda, pre-islamica, ed è una regione in cui la maggioranza della popolazione è attualmente costituita da minoranze.
La piana di Ninive è l'unica regione dell'Iraq dove una pluralità di abitanti professa il cristianesimo siriaco. Prima che l'ISIL invadesse Ninive, gli assiri costituivano circa il 40% della popolazione nella pianura.
Una testimonianza del 2019 dell'attivista assira Reine Hanna presso la Commissione degli Stati Uniti per la libertà religiosa internazionale ha affermato che il tasso di ritorno degli assiri nelle città sorvegliate dalle Unità di protezione della piana di Ninive (UPN) era significativamente più alto di quelli controllati da altre forze dopo la fine dell'occupazione da parte dello Stato Islamico. L'UPN a guardia della città assira di Bakhdida, ad esempio, ha visto un ritorno del 70% della popolazione assira originaria della città (circa 35000 assiri). A Tesqopa, che è controllata dal KRG Peshmerga, il tasso di ritorno è di circa il 20% della popolazione assira originaria. A Tel Keppe, controllata dalla Brigata 50 delle PMF, il tasso di rimpatrio della popolazione originaria assira è di circa il 7%.

## Religione

### Cristianesimo
Nel 2019 e nel 2020 i cristiani della piana di Ninive appartenevano alle seguenti chiese orientali:
- Chiesa cattolica sira (51,8%)
- Chiesa ortodossa siriaca (31,9%)
- Chiesa cattolica caldea (15,7%)
- Antica Chiesa d'Oriente (0,3%)
- Chiesa assira d'Oriente (0,1%)
- Chiesa cattolica greco-melchita (0,1%)

## Economia
La piana di Ninive sembra detenere sotto i suoi ricchi terreni agricoli un'estensione dei giacimenti petroliferi sfruttati nel 2006 dalla Regione del Kurdistan in contratto diretto con società straniere di esplorazione petrolifera. Si ritiene che questo ulteriore incentivo all'assorbimento da parte del KRG della regione possa portare a un conflitto economico con le tribù arabe sunnite nella stessa regione di Mosul. Gli assiri affermano che senza l'amministrazione autonoma della pianura di Ninive, la presenza indigena assira nella sua antica patria potrebbe scomparire. Ci sono alcune riserve di petrolio nella piana di Ninive.

### Agricoltura
La maggior parte degli abitanti ha praticato l'agricoltura secca sin dall'antichità e si affida alle fertili pianure a sud, coltivando prodotti agricoli come grano, frumento, legumi e in estate derrate come melone e cetriolo. Gli agricoltori hanno seguito i vecchi metodi non tecnologici nella loro coltivazione per diversi secoli e il loro sostentamento è stato sempre minacciato dal tradimento della natura in situazioni di siccità o pestilenze come le cavallette. Oltre ai terreni agricoli, si pratica attività agricola anche nei vigneti d'uva. Le viti si diffondono in tutto il villaggio e producono vari tipi di uva, tra cui l'uva nera che è molto conosciuta nel nord dell'Iraq.
Oggi esistono moderne macchine agricole come trattori, mietitrebbiatrici, insieme a nuovi metodi per trattare e curare le epidemie vegetali. Tuttavia, l'irrigazione è ancora un problema nella zona e l'agricoltura fa ancora affidamento sulle piogge. Attualmente, dozzine di fattorie appartengono al governo e sono affidate in usufrutto, poiché la maggior parte è stata presa durante il regime di Saddam Hussein.
L'insediamento assiro di Alqosh era un importante centro commerciale per i vari villaggi curdi, yazidi e arabi della regione e ospita un grande mercato che riceve prodotti agricoli e animali da tutta la regione.